# Превара
Превара (ијек. пријевара) представља један институт облигационог права.
Превара се назива и квалификованом или изазваном заблудом. Ако једна страна изазове заблуду код друге стране или је одржава у заблуди у намери да је тиме наведе на закључење уговора постоји превара.
Превара у себи садржи два елемента:
1. намеру једног уговорника да другог изазове или одржи у заблуду код лица да би ово закључило уговор.
2. формирану погрешну представу на страни другог уговорника.
Намеру лица које чини превару треба разумети као његову свест да ће радње које је предузео изазвати заблуду код другог лица. Она се реализује путем радњи или поступака који произлазе из активног или пасивног понашања лица које чини превару (нпр. лажно уверавање да ствар поседује одређени квалитет или пак прикривање чињеница које би биле одлучне за доношење одлуке на страни лица у заблуди, а пасивно понашање постоји у случају када једно лице примети код другог лица заблуду али ништа не учини да је отклони).
Док се заблуда узима у обзир као разлог поништаја само ако је битна, код преваре узрок ништавости постоји и када изазвана заблуда није битна. Није потребно да је у питању битна заблуда али је потребно да је превара битна за закључење уговора.
Накнада штете може се тражити независно од поништења уговора. Могуће је да преварени накнаду штете захтева и ако је уговор поништен као и кад није.
Уколико уговор остаје на снази несавесна страна дужна да накнади штету коју лице услед тога трпи.
И преварна радња трећег може имати последице на уговор. У нашем праву превара утиче на сам уговор уколико је друга уговорна страна у време закључења уговора знала или морала знати за превару трећег лица.
Али када је у питању доброчин уговор превара трећег лица ће увек бити разлог ништавости уговора (без обзира да ли је друга страна знала или морала знати за превару).

## Превара - Члан 208 (1). КЗ Републике Србије
Ко у намери да себи или другом прибави противправну имовинску корист доведе кога лажним приказивањем или прикривањем чињеница у заблуду или га одржава у заблуди и тиме га наведе да овај на штету своје или туђе имовине нешто учини или не учини, казниће се новчаном казном или затвором до три године.
(2) Ко дело из става 1. овог члана учини само у намери да другог оштети, казниће се новчаном казном или затвором до шест месеци.
(3) Ако је делом из ст. 1. и 2. овог члана прибављена имовинска корист или је нанета штета у износу који прелази четристо педесет хиљада динара, учинилац ће се казнити затвором од једне до осам година.
(4) Ако је делом из ст. 1. и 2. овог члана прибављена имовинска корист или је нанета штета у износу који прелази милион и петсто хиљада динара, учинилац ће се казнити затвором од две до десет година.

## Циљ преваре
Циљ преваре је обично материјална корист, али може бити и нешто друго, на пример: освета, сузбијање конкуренције, наношење некоме штете из зависти, итд.

## Принцип преваре
Све преваре се заснивају на наивности жртава и вешто разрађеним варкама превараната који нуде брзу зараду, излечење, запослење, услугу преко везе. Неке жртве наседају из похлепе, друге из саосећања према преваранту који је наводно у невољи, треће да би се извукле из лоше финансијске ситуације, неке опет да би излечиле болесну особу.
Преварант наговештава жртви могућност да без много труда и улагања дође до новца или предмета велике вредности. У ситним, уличним, преварама се тражи новац за гориво, превоз или лек, а за узврат се нуди предмет наводно велике вредности, рецимо прстен или сат, који је, наравно безвредан.У већим и компликованијим преварама, од жртве се тражи новац за почетни капитал или за учешће у финансирању неког посла. Често тај „посао“ није баш по закону, или је у „сивој зони“, али преварант уверава жртву да нико неће бити оштећен, да ризик за њу не постоји и да је то прилика каква се указује „једном у животу“. Након што добије новац, преварант нестаје без трага, а ако жртва може да га идентификује, он је често након неког времена обавештава да је ствар пропала, а уложени новац изгубљен. Како је наводни посао био нелегалан, жртва се плаши да се обрати полицији или да тужи преваранта.
Иако су преваранти склони тврдњама да њихови злочини нису насилни и да им жртве саме дају новац, то није баш тако, посебно у случајевима надрилекарства. У Београду је 2009. године ухапшен Ненад Бркић, који се представљао као доктор Ненад Росо, и који је варајући оболеле од рака и њихове породице стекао више од милион евра. Наводни доктор Росо је био чест гост на разним телевизијским станицама, где је јавно рекламирао своју „нулту терапију“ помоћу ручно прављених „апарата“ које је назвао „рајфов генератор“.
Преварама се углавном баве професионални криминалци, али то могу бити и обични грађани који су доспели у озбиљне финансијске проблеме, рецимо услед нагомиланих дугова, или лошег пословања, па покушавају да уновче свој углед узимајући новац од особа које су им указале поверење. Овакви људи су у већини случајева свесни да постоји велика вероватноћа да неће успети да врате новац.
Преваре се, ако нису крајње очигледне, прилично тешко откривају и доказују, јер их грађани не пријављују - што из страха да су саучесници у нечему недозвољеном - што из убеђења да су сами криви због своје лаковерности и наивности.

## Познате масовне преваре

### Нигеријска превара
Једна од најпознатијих Интернет превара, прозвана „Нигеријском“ јер потиче из те земље.
Жртва, наводно грешком, добија е-поруку у којој се открива како преварант има сазнање о огромној суми новца - од неколико милиона до неколико десетина милиона долара, фунти, франака или евра - на рачуну у банци у Африци, чији је власник мртав. Преварант тврди да из неког разлога није у стању да сам дође до тог новца, али да је то могуће уз помоћ особе са стране и да је спреман да тој особи да одређен проценат за ту услугу.
Жртва треба само да плати трошкове отварања рачуна у одређеној банци, или да плати таксе, или на неки сличан начин учествује у трошковима. Тражени износ је обично од неколико хиљада, па до десетак хиљада долара, франака, фунти или евра. Могућност да преварант сноси трошкове, наводно, не постоји, јер новац мора да буде уплаћен са рачуна особе која ће подићи милионску суму. Ова превара има много варијација, па се од жртве може тражити да уплати више мањих сума, а трошкови се поткрепљују наводним званичним документима. Уколико жртва уплати тражени износ, преварант јој се више никада не јавља, а могућност да му се уђе у траг је минимална.
На истом принципу функционише такозвана „лутријска превара“, где се потенцијална жртва обавештава о огромном добитку на лутрији.
Са омасовљењем приступа мобилној телефонији, починиоци овог вида преваре се све чешће служе СМС порукама за намамљивање жртава.

### СМС превара - Србија
Жртва добија СМС поруку у којој јој се тражи мањи новчани износ јер се особа која се не представља нашла у невољи. У поруци се наводи име особе и број телефона на које треба да гласи новчана упутница. У поруци се понекад наводи разлог за уплату новца (покварен телефон, здравствени проблем, изгубљен новац), али углавном то није случај. Порука је осмишљена да делује као да је куцана у журби и фамилијарног је тона, као да је шаље особа позната жртви.
Према написима у медијима, иза ових порука стоји иста особа која се овим видом превара бави у дужем временском периоду и која је више пута привођена и осуђивана за ово кривично дело. У почетку деловања овог преваранта, тражене суме су биле више хиљада, док се данас траже доста мањи износи од осам стотина до две хиљаде динара.
Особа која се овиме бави шаље више хиљада порука дневно на насумичне телефонске бројеве и верује се да ја на овај начин преварила на хиљаде грађана. Према истим наводима, противправна корист стечена на овај начин може износити и до двадесет хиљада динара дневно, а у протеклих шест година се процењује на двадесет милиона динара.
Национално удружење за заштиту потрошача у свом саопштењу од 14. децембра 2017. упозорава на ову врсту преваре и наводи да је у више наврата покретало иницијативе код оператера мобилне телефоније да се предузму озбиљније мере како би се овај вид превара зауставио, али да те иницијативе нису постигле жељени резултат.
У истом саопштењу се каже и да компанија Теленор Србија стално упозорава своје кориснике на овај вид преваре, да на овакве поруке не треба реаговати и да ће бројеви са којих стижу овакве поруке сместа бити суспендовани уколико су из Теленорове мреже.

### Пирамидална превара
Позната у Србији по низу банака које су привлачиле штедише нереално високом каматом, од којих су најпознатије „Дафимент“ и „Југоскандик“. У свету је позната под називом Понцијева превара (енгл. Ponzi’ Scheme), прозвана по свом творцу Чарлсу Понцију (енгл. Charles Ponzi) из Бостона у Масачусетсу, а често се назива и „финансијском кућом од карата“. Почетком 20 века, Понци је направио примидалну шему која је гарантовала улагачима добит од 50% на улог у поштанским купонима. Понци је у почетку исплаћивао обећане улоге са каматом, што је привукло нове улагаче, али се „пирамида“ после одређеног времена срушила, као што је био случај и са „Дафиментом“ и „Југоскандиком“.
Најновији пример ове врсте преваре је пирамида Бернарда Лоренса „Бернија“ Медофа (енгл. Bernard Lawrence "Bernie" Madoff), који је према званичним подацима од краја осамдесетих до 2008. оштетио улагаче за 18 милијарди долара. По проценама финансијских стручњака та цифра је знатно већа и премашује 65 милијарди долара. Медоф је 2009. осуђен на 150 година затвора без права на помиловање.

### Мрежни маркетинг
Мрежни маркетинг (енгл. multi-level marketing) је пирамидални начин продаје, у Србији забрањен по члану 43. Закона о трговини, који каже:

Забрањено је организовање, обављање, рекламирање и подстицање пирамидалне трговине.
Пирамидална трговина, у смислу овог закона, представља трговину којом се купцима омогућава куповина робе или услуге искључиво од лица укључених у ланац или мрежу препродаје робе или услуга (чланови мреже), и то када продавац условљава куповину:
1) обавезом плаћања чланарине или друге накнаде организатору мреже или другом члану мреже;
2) обавезом куповине исте или друге робе у количини или вредности за које продавац зна или мора знати да су неразумно високе;
3) обавезом налажења других лица која ће се бавити препродајом робе из понуде продавца, ако је право на награду за налажење тих лица условљено претходним плаћањем или давањем посебне накнаде продавцу.
Члан 68. истог закона у Ставу 14. предвиђа новчану казну у износу од 500.000 до 2.000.000 динара за организовање, обављање, рекламирање или подстицање пирамидалне продаје.
Пирамиду као вид дистрибуције организује произвођач одређене робе, односно легална фирма. Произвођач робе чини врх пирамиде а тело и основу чине дистрибутери који купују од њега робу, амбалажу, литературу, пропагандни материјал и све остало што је неопходно за продају. Дистрибутери о свом трошку складиште робу, врше њен превоз, продају, оглашавање и све друге радње, умањујући тиме драстично трошкове пословања произвођача робе. Произвођач је продао дистрибутеру робу и више га не занима да ли је он у стању да је прода крајњем купцу.
Теоретски, дистрибутери су стимулисани провизијама да регрутују нове под-дистрибутере, који опет, налазе своје под-дистрибутере. Свакоме у ланцу, фирма би требало да исплаћује провизије за све који се налазе испод њега. Превара се састоји у томе што се провизије уопште не исплаћују, или се исплаћују током краћег времена, да би исплата престала под неким изговором. Сама зарада од продаје је сувише мала да би посао био исплатив, па дистрибутери брзо одустају од овог посла. Овакве фирме запошљавају велики број промотера, стручњака за маркетинг, психолога и сличних профила, у циљу константног налажења нових дистрибутера. Сматра се да у оваквим структурама тек један од 20.000 успе да оствари значајнији успех.
Најпознатији пример оваквог пословања је компанија Хербалајф (енгл. Herbalife), позната по производњи контроверзних дијететских суплемената. Фирма Хербалајаф је са само 4.000 стално запослених у целом свету остварила приход од 2,3 милијарде долара у 2009. години. Ова фирма је још од свог настанка 1980. предмет многобројних тужби по више основа: због здравствених проблема које су купцима изазвали њени производи, неистинитог рекламирања, као и због неиспуњавања обавеза према особама ангажованим у структурама мрежног маркетинга. Хербалајф све спорове решава вансудским поравнањима. Фирма Хербалајф је у јуну 2016 пристала на нагодбу која подразумева казну од две стотине милиона долара и промену начина пословања, како би избегла да њено деловање буде проглашено за пирамидалну превару.

### Писмо среће
Ово је варијанта писма које треба да донесе срећу примаоцу уколико га ископира у одређеном броју примерака и пошаље на различите адресе, с том разликом што у овој верзији учесници дају новац. И овде се ради о врсти пирамидалне преваре.
Учесник игре купује писмо од особе која већ учествује у игри. У писму је одређен број, на пример пет, имена и адреса, као и адреса организатора игре. Учесник треба да уплати одређену, не много високу суму, организатору и свим учесницима са списка. За узврат, од организатора добија пет нових писама са списком, у коме је он на последњем месту. Његов задатак је да прода све копије писма за исти износ новим учесницима. Нови учесници такође уплаћују новац свима са списка, па и њему. Са сваким следећим кругом, име учесника се помера за једно место на списку, док на крају не буде избачено. Као и у свакој пирамидалној превари, они који се раније укључе, имају шансе да дођу до приличне суме новца, а они који то ураде последњи, губе. Организатор „игре“ на овај начин може да стекне велика средстава, јер иако је иницијални износ мали, број учесника може бити огроман.

### Директни маркетинг
Директни маркетинг сам по себи не представља превару, али се његовим методама често служе фирме и појединци које послују на граници легалног. Купци се често намерно доводе у заблуду у погледу услова пружања услуге, квалитета или цене понуђене робе и услова продаје. Нуде се „бесплатне“ промотивне вечере, „бесплатна“ летовања „бесплатни“ парфеми или учешћа у наградним играма са великим добицима. Потенцијалним купцима се у први мах не саопштава да су све те услуге и роба бесплатни под одређеним условима: на пример, ако купе производе у одређеној вредности, плате трошкове паковања и слања или превоза до летовалишта. Оваква пословна пракса је у законодавству Србије дефинисана као непоштено пословање и забрањена Законом о заштити потрошача.
Подаци о потенцијалним купцима се бирају из различитих база података, као што су телефонски именици, бирачки спискови или базе података великих система - на пример електродистрибутивних предузећа. Потенцијални купци се контактирају путем директне поште, телемаркетинга, или е-поштанског маркетинга.
Елементи преваре се састоје у томе што продавац избегава да тачно обавести потенцијалне купце о условима продаје или пружања услуга, односно квалитету робе, или се роба продаје по нереално високој цени. Тако је, рецимо, реална вредност „бесплатног“ парфема вишеструко мања од трошкова слања, паковања и ПДВ-а, или је цена авионске карте до егзотичне дестинације виша од редовне цене таквог аранжмана са превозом.
Ова врста продаје посебно погађа старије грађане и рањивије категорије становништва и у многим земљама је забрањена. Издавачка кућа „Ридерс Дајџест“ (енгл. Reader's Digest) се због тактике продаје путем наградне игре, која нејасно дефинисаним условима може довести потенцијалне учеснике у заблуду, нашла на удару тужилаца тридесет две савезне државе САД, као и трговинске коморе у Уједињеном Краљевству. На основу вансудских нагодби, компанија се у тим земљама обавезала да јасно назначи правила наградне игре и изричито нагласи да прихватањем учешћа у игри учесници нису ни у каквој обавези према њој. „Ридерс Дајџест“ послује на тржишту Србије преко свог лиценцног партнера Младинске књиге